# Inoceramus
Inoceramus is een geslacht van uitgestorven tweekleppigen, dat leefde in het Jura.

## Beschrijving
Deze tweekleppige had een ovale omtrek met een duidelijke spits en een rechte tandeloze slotrand. De schelp vertoonde concentrische, rimpelvormige groeistrepen. Diverse soorten hebben fossiele parels opgeleverd. De lengte van de schelp bedroeg circa honderdtwintig centimeter.

## Soorten
- I. aequicostatus † Voronetz 1937
- I. albertensis † McLearn 1926
- I. altifluminis † McLearn 1943
- I. americanus † Walaszczyk & Cobban 2006
- I. andinus † Wilckens 1907
- I. anglicus † Woods 1911
- I. anilis † Pcelinceva 1962
- I. anomalus † Heine 1929
- I. anomiaeformis † Feruglio 1936
- I. apicalis † Woods 1912
- I. arvanus † Stephenson 1953
- I. brownei † Marwick 1953
- I. carsoni † McCoy 1865
- I. corpulentus † McLearn 1926
- I. constellatus † Woods 1904
- I. coulthardi † McLearn 1926
- I. cuvieri † Sowerby 1814
- I. dominguesi † Maury 1930
- I. dowlingi † McLearn 1931
- I. dunveganensis † McLearn 1926
- I. elburzensis † Fantini 1966
- I. everesti † Oppel 1862
- I. fibrosus † Meek & Hayden 1857
- I. formosulus † Voronetz 1937
- I. fragilis † Haal & Meek 1856
- I. frechi † Flegel 1905
- I. galoi † Boehm 1907
- I. gibbosus †
- I. ginterensis † Pergament 1966
- I. glacierensis † Walaszczyk & Cobban 2006
- I. haasti † Hochstetter 1863
- I. howelli † White 1876
- I. incelebratus † Pergament 1966
- I. inconditus † Marwick 1953
- I. kystatymensis † Koschelkina 1960
- I. lamarcki † Parkinson 1819
- I. lateris † Rossi de Gargia & Camacho 1965
- I. mesabiensis † Bergquist 1944
- I. morii † Hayami 1959
- I. multiformis † Pergament 1971
- I. mytiliformis † Fantini 1966
- I. nipponicus † Nagao & Matsumoto 1939
- I. pontoni † McLearn 1926
- I. porrectus † Voronetz  1937
- I. prefragilis † Stephenson 1952
- I. pseudolucifer † Afitsky 1967
- I. quenstedti † Pcelinceva 1933
- I. robertsoni † Walaszczyk & Cobban 2006
- I. sakatchewanensis † Warren 1934
- I. selwyni † McLearn 1926
- I. sokolovi † Walaszczyk & Cobban 2006
- I. steinmanni † Wilckens 1907
- I. subdepressus † Meek & Hayden 1861
- I. tenuirostratus † Meek & Hayden 1862
- I. undabundus † Meek & Hayden 1862
- I. ussuriensis † Voronetz 1937